# 広瀬町 (大分市)
広瀬町（ひろせまち）は、大分県大分市の地名。現行行政地名は広瀬町一丁目及び広瀬町二丁目。住居表示実施済区域。

## 地理
大分市の中心部に位置し、南に花園、西に古国府、北に元町と接している。

## 歴史

### 沿革
- 2021年（令和3年）1月16日 - 住居表示を実施に伴い、大字古国府の一部（通称:広瀬町、古国府、花園（各一部））から、広瀬町一丁目及び広瀬町二丁目を新設[5]。

### 町名の変遷
| 実施後       | 実施年月日               | 実施前（各町名ともその一部）                                 | 実施前（各町名ともその一部）   |
| 実施後       | 実施年月日               | 公称                                                         | 通称                           |
| ------------ | ------------------------ | ------------------------------------------------------------ | ------------------------------ |
| 広瀬町一丁目 | 2021年（令和3年）1月16日 | 大字古国府、大字古国府字竜鼻（各一部）                       | 広瀬町、古国府（各一部）       |
| 広瀬町二丁目 | 2021年（令和3年）1月16日 | 大字古国府、大字古国府字下新田、大字古国府字上新田（各一部） | 広瀬町、古国府、花園（各一部） |

## 世帯数と人口
2022年（令和4年）3月31日現在（大分市発表）の世帯数と人口は以下の通りである。
| 丁目         | 世帯数  | 人口  |
| ------------ | ------- | ----- |
| 広瀬町一丁目 | 132世帯 | 216人 |
| 広瀬町二丁目 | 42世帯  | 73人  |
| 計           | 174世帯 | 289人 |

## 学区
市立小・中学校に通う場合、学区は以下の通りとなる（2022年4月時点）。
| 丁目         | 番・番地等 | 小学校             | 中学校               |
| ------------ | ---------- | ------------------ | -------------------- |
| 広瀬町一丁目 | 全域       | 大分市立豊府小学校 | 大分市立南大分中学校 |
| 広瀬町二丁目 | 全域       | 大分市立豊府小学校 | 大分市立南大分中学校 |

## 交通
- 国道10号

## 施設
- 大分日産自動車 本社[7]
- ホンダカーズ大分 古国府店[8]
- 大分ダイハツ販売 古国府店[9]

## その他

### 日本郵便
- 郵便番号 : 870-0847[2]（集配局 : 大分中央郵便局[10]）。